# Одишария, Мириан Леванович
Мириан Леванович Одишария (род.1902 , Грузия — 1941) — военный комиссар 148 Стрелковой (впоследствии — Черниговская Краснознамённая ордена Суворова) дивизии 45-го стрелкового корпуса РККА. Участник Великой Отечественной войны. Полковой комиссар . Стал известен благодаря опубликованной в 2015 году фотографии во время нахождения в плену. Узник нацистских лагерей. По официальным данным ЦАМО считается пропавшим без вести условно с 1942 года.

## Биография
Мириан Одишария родился в 1902 году в Грузии. По национальности грузин. Член РКП(б)-ВКП(б) с 1925 года.
В армии с 1924 года. По окончании в 1926 году срочной службы вероятно переведен в статус сверхсрочника. С 1930 года числится как кадровый политработник РККА.
Образование — высшее военно-политическое, являлся слушателем Военно-политической академии имени Н. Г. Толмачёва. (1933—1936)
На фронте в Великой Отечественной войне с первых дней. Взят в плен в ходе Смоленского сражения у деревни Микуличи Шумячского района в августе 1941 года. По воспоминаниям очевидцев, Одишария вел огонь из станкового пулемёта после гибели основного расчета.  
Существует несколько версий гибели комиссара, которые документально не подтверждены. Мириан Одишария служил в одной дивизии с полковником Филиппом Черокмановым.  Сообщается что его и Одишарию накрыло разрывом вражеского снаряда из танка. Раненого комдива вынес неизвестный лейтенант из разведки, а Одишария остался. Ночью Черокманов добрался до колхоза «Красный Крым», где его прятал колхозник Н. Ф. Козлов. Через месяц комдив пересек линию фронта и пробрался к войскам РККА. По неподтвержденной информации Козлов отдал Черокманову партийные билеты двух военных Ступина и Шишкина и сказал, что их и Одишарию захоронил как полагается.
По другой версии  Мириан Одишария действительно попал в плен . Немцы нарушив директиву о комиссарах, вместо того чтобы расстрелять, направили его в лагерь для военнопленных. Осенью 1941 года он оказался лагере в польском городе Замостье, дальнейший след полкового комиссара теряется.
Утверждение выдвинутое саратовскими поисковиками о том, что полкового комиссара М. Л. Одишарию расстреляли сразу после пленения не подтверждается официально.
В 2015 году в Германии вышла книга военного врача 3-й танковой дивизии вермахта Германа Турка о Второй Мировой Войне . В этой книге опубликована фотография полковника, комиссара перед расстрелом. Фото снял сам Герман Турк.  
В 1945 году супруга полкового комиссара обратилась с письменным запросом в Главное политическое управление Красной Армии для выяснения ситуации о статусе мужа  
Впоследствии согласно 16-й статье приказа ГУК НКО СССР за № 03324 от 29 ноября 1945 года полковой комиссар М. Л. Одишария был официально исключён из списка РККА с пометкой условно пропавший без вести в 1942 году. 
Был женат: супруга, Одишария Маргарита (в девичестве — Попова), инициал отчества в документах не расшифрован, по состоянию на 1945 год проживала по адресу: Грузинская ССР, город Тбилиси, улица Луначарского 2, квартира 49.

## Военная служба
Согласно данным ЦАМО Мириан Одишария исключён из списка личного состава РККА приказом ГУК НКО СССР от 29.11.1945 как пропавший без вести условно с 1942 года
6-й Грузинский стрелковый полк (1925—1930) г. Тбилиси
2-я Грузинская стрелковая дивизия(1930—1932)

2-й Грузинский артиллерийский полк (1932—1933)

Слушатель Военно-политической академии имени Н.Г. Толмачёва (1933—1936)
8-я гвардейская воздушно-десантная дивизия(1936—1938)

107-я гвардейская стрелковая дивизия (1938—1941) г. Энегльс